# 岸本義広
岸本 義広（きしもと よしひろ、1897年4月30日-1965年9月10日）は、日本の検察官、政治家。衆議院議員（1期）。

## 略歴
大阪府岸和田市生まれ。大阪府立岸和田中学校、第三高等学校を経て、1923年に東京帝国大学を卒業し、同年に検事となる。1945年に東京地検の検事正、1946年に札幌高等検察庁検事長となる。広島高等検察庁検事長を経て、1951年に大橋武夫法務総裁の強い要望で次長検事として中央に復帰（その過程で木内騒動が発生した）。1955年に法務事務次官、1957年に東京高等検察庁検事長となる。在任中の売春汚職事件で、読売新聞によって「売春汚職のため収賄容疑で召喚必至」と報じられた宇都宮徳馬が同紙記者を名誉毀損罪で告訴したため、これを逮捕。花井忠の後任として検事総長への就任が庁内で有力視されていたが、後輩にあたる清原邦一が1959年に同職に就任した。
検察庁を定年退官した1960年の第29回衆議院議員総選挙で、旧・大阪府第5区に自由民主党から出馬し、松田竹千代らを破って初当選。1961年、大阪地検特捜部に公職選挙法違反で起訴される（岸本義広選挙違反事件）。1963年の第30回衆議院議員総選挙で得票数を前回から23,481票も減らし、肥田次郎らに敗れて落選。1964年、大阪地裁の一審で起訴状の28事実のうち12事実が認定され、大阪府議らに320万円を渡して買収したとして禁錮1年3月、執行猶予3年、公民権停止3年の判決が下る。控訴中の1965年9月10日に静養先の増富温泉で心臓麻痺のため逝去。